# مستقبل بروتون
مستقبل بروتون في الكيمياء هي أي مادة كيميائية لها القدرة على اكتساب بروتونا (أيون الهيدروجين) من شريكها في تفاعل كيميائي. بينما تستطيع الأحماض على منح أيون الهيدروجين الموجب الشحنة ، فإن القواعد لها خاصية اكتساب أيون الهيدروجين ولذلك تسمى مواد مستقبلة للبروتون .
هذا الاصطلاح استخدمة العالمان يوهانس نيكولاوس برونستد وتوماس لوري عام 1923 بغرض توسيع تعريف نظام حمض-قلوي.

## اقرأ أيضا
- مانح بروتون
- حمض الكبريتيك
- حمض الكربونيك
- كربونات
- بيكربونات
- ثابت تفكك الحمض